# 篠田謙一
篠田 謙一（しのだ けんいち、1955年〈昭和30年〉10月20日 - ）は、日本の分子人類学者、医学博士。国立科学博物館館長を務める。

## 経歴
静岡県生まれ。新潟に住んだ。1979年京都大学理学部卒業、産業医科大学解剖学講座助手、1986年佐賀医科大学解剖学講座助手、1994年講師、1996年助教授、同年「マカク属近縁数種の長管骨のアロメトリーについて」で佐賀医科大学医学博士。2003年国立科学博物館人類第一研究室室長、2007年研究部研究主幹、2009年人類史研究グループ長、2011年人類研究部研究グループ長、研究主幹。2014年人類研究部長、2015年研究調整役、2016年同博物館副館長。2021年国立科学博物館館長に就任。
京都大学および放送大学客員教授も務める。
2016年11月から2020年10月まで日本人類学会会長を務めた。

## 研究
- 1998年より南アメリカのミイラのミトコンドリアDNAを解析しスペインによる征服以前のアンデス先住民の社会構造を研究した。
- 日本の縄文人骨や、周辺諸国の古代人骨などから、ミトコンドリアDNAのハプログループなどを解析し、アフリカで発生した現生人類がどのように地球全域に拡散したかを調査研究している。

## 番組出演
- 『サイエンスZERO 日本人の起源に迫る（ミトコンドリアDNAのタイプによる）』[3]日本放送協会（2007年11月4日放送）
- 『爆笑問題のニッポンの教養 どこから来たのか ニッポンのヒト』[4]日本放送協会（2008年7月22日放送）
- 『サイエンスZERO 人の謎に迫る（DNAが解き明かす! 人類の旅 ）』[5]日本放送協会（2008年10月5日放送）
- 『タモリ教授のハテナの殿堂? DNA分析で人類のルーツが分かる!?』日本テレビ（2008年11月29日放送）
- 『世界一受けたい授業』[6]日本テレビ（2010年7月10日放送）
- 『世界一受けたい授業SP29 新春使える知識ベスト100』[7]日本テレビ（2011年1月8日放送）
- 『サイエンスZERO 日本人のルーツ発見!～“核DNA解析”が解き明かす縄文人』NHK Eテレ（2016年4月3日放送）
- 『又吉直樹のヘウレーカ! 僕はどこからきたのですか？』NHK Eテレ（2018年10月31日放送）

## 著書
- 『日本人になった祖先たち—DNAから解明するその多元的構造』日本放送出版協会・NHKブックス、2007年
- 『DNAで語る日本人起源論』岩波現代全書、2015
- 『江戸の骨は語る――甦った宣教師シドッチのDNA』岩波書店、2018
- 『新版 日本人になった祖先たち―DNAが解明する多元的構造』NHK出版、2019
- 『人類の起源』中公新書、2022

### 共編著・監修
- 『世界遺産ナスカ展 地上絵の創造者たち』島田泉,ドナルド・A.プロー,馬場悠男共監修 TBS 2006
- 『科学でみる! 世界史』宮崎正勝,岡田晴恵,安田喜憲共監修、学習研究社、2008
- 『DNAから見たインカの起源』島田泉共編、東海大学出版会、2012年
- 『インカ帝国 研究のフロンティア』島田泉共編著 東海大学出版会 国立科学博物館叢書 2012
- 『博物館情報・メディア論』西岡貞一共編著 放送大学教育振興会 2013
- 『砂漠誌 人間・動物・植物が水を分かち合う知恵』縄田浩志共編著 東海大学出版部 国立科学博物館叢書 2014